# Diocesi di Santorino
La diocesi di Santorino (o Thira) (in latino Dioecesis Sanctoriensis) è una sede della Chiesa cattolica in Grecia suffraganea dell'arcidiocesi di Nasso. Nel 2022 contava 500 battezzati su 12500 abitanti. La sede è vacante.

## Territorio
La diocesi estende la sua giurisdizione sui fedeli cattolici di rito latino delle seguenti isole greche, appartenenti alle Cicladi meridionali: Santorino, Thirasia, Anafi, Io, Sicandro e Policandro.
Sede vescovile è la città di Fira, sull'isola di Santorino, dove si trova la cattedrale di San Giovanni Battista.
La diocesi è formata da un'unica parrocchia.

## Storia
La diocesi fu eretta nel 1204, la sua storia ricalca quella dell'isola su cui si trova.
In base alle relazioni dei vescovi fatte durante le visite ad limina, nel corso del Seicento il numero dei cattolici della diocesi variò da un minimo di 600 ad un massimo di 900 fedeli. Numeroso era anche il clero, soprattutto quello religioso; i gesuiti arrivarono in diocesi nel 1642. Importante era il monastero delle domenicane: se ne contavano 13 nel 1652, tutte originarie dell'isola.
A metà circa del XVIII secolo, la diocesi comprendeva quasi 700 fedeli, 27 sacerdoti secolari e religiosi, circa 10 chiese e alcune cappelle. Alla fine del secolo, esistevano 2  sole parrocchie: la cattedrale a Skaros e la parrocchia di Sant'Anna a Karterádos.
In seguito all'abbandono del castello di Skaros (Imerovigli), sede dei vescovi, fu costruita la nuova cattedrale a Fira, consacrata dal vescovo Caspar Delenda (1815-1825) agli inizi dell'Ottocento.
Il vescovo Luca de Cigalla (1828-1847) ampliò l'unica scuola maschile della diocesi, che serviva anche per la formazione dei chierici, ed era diretta dai missionari Lazzaristi. Istituì anche una scuola femminile, affidata alle suore domenicane.
Il 30 marzo 1930 cedette l'isola di Stampalia all'arcidiocesi di Rodi.
Dal 22 febbraio 1947 è unita in persona episcopi alla diocesi di Sira, e dal 1974 il vescovo è anche amministratore apostolico sede vacante della diocesi di Creta.

## Cronotassi dei vescovi
Si omettono i periodi di sede vacante non superiori ai 2 anni o non storicamente accertati.
- Giovanni † (XIII secolo)
- Giacomo † (XIII secolo)
- Andrea da Benevento, O.P. † (23 marzo 1373 - ?)
- Giovanni da Nardò, O.P. † (27 ottobre 1423 - ? deceduto)
- Giorgio † (28 luglio 1430 - ? deceduto)
- Antonio Maureno, O.S.Io.Hier. † (25 maggio 1442 - ? deceduto)
- Simone di Rodi, O.E.S.A. † (10 giugno 1448 - ?)
- Agostino † (16 novembre 1477 - ? deceduto)
- Stefano, O.F.M. † (4 luglio 1494 - ? dimesso)
- Nicola Salina † (18 settembre 1500 - 22 gennaio 1502 nominato vescovo di Gerapitna)
- Marco † (2 settembre 1502 - ? dimesso)
- Eustachio † (16 marzo 1506 - ? deceduto)
- Demetrio † (12 maggio 1512 - ? dimesso)
- Agennatius López † (31 marzo 1516 - ? deceduto)
- Giacomo da Calatayud, O.E.S.A. † (20 febbraio 1521 - ? deceduto)
- Rodrigo di Beniambras † (11 marzo 1527 - ? deceduto)
- Benedetto, O.Cist. † (6 agosto 1535 - ? deceduto)
- Dionigi da Avila, O. de M. † (29 ottobre 1539 - ? deceduto)
- Ludovico de Argentis † (12 settembre 1552 - ? deceduto)
- Marco Lauro, O.P. † (16 dicembre 1555 - 26 gennaio 1560 nominato vescovo di Satriano e Campagna)
- Domenico di Grammatica † (26 aprile 1560 - ? deceduto)
- Bernardo Lauro, O.P. † (12 ottobre 1565 - 7 ottobre 1583 nominato vescovo di Milo)
- Angelo di Cipro, O.P. † (7 novembre 1583 - ? dimesso)
- Bernardino Lauro, O.P. † (27 novembre 1585 - ? deceduto) (per la seconda volta)
- Antonio de Marchi † (16 marzo 1588 - ? deceduto)
- Pietro de Marchi, O.P. † (18 aprile 1611 - 19 febbraio 1625 nominato arcivescovo di Smirne)
- Giovanni Maria Galli, O.F.M. † (21 aprile 1625 - ? deceduto)
- Andrea Soffiano † (4 marzo 1630 - 10 marzo 1642 nominato vescovo di Chio)
- Gerolamo da Padova, O.F.M. † (16 giugno 1642 - dicembre 1666 deceduto)
- Francesco Santaggi † (14 maggio 1668 - ? deceduto)
- Giovanni d'Aviani † (12 agosto 1686 - ? deceduto)
- Francesco Crispo † (24 novembre 1687 - febbraio 1714 deceduto)
- Luigi Guarchi † (1º ottobre 1714 - 3 settembre 1738 nominato vescovo di Tino e Micono)
- Francesco Antonio Razzolini, O.F.M.Conv. † (14 dicembre 1739 - 7 maggio 1746 dimesso)
- Domenico Mainetta † (19 dicembre 1746 - 1758 dimesso)
- Giovanni Battista Crispi † (19 luglio 1758 - 12 luglio 1773 nominato arcivescovo di Nasso)
  - Giorgio Stay † (12 luglio 1773 - 1774 deceduto) (vescovo eletto)
- Pietro Delenda † (27 giugno 1774 - 20 marzo 1807 deceduto)
- Giuseppe Maria Tobia, O.F.M.Conv. † (21 febbraio 1809 - 19 luglio 1815 deceduto)
- Caspar Delenda † (19 luglio 1815 succeduto - 16 settembre 1825 deceduto)
  - Francesco da Leonessa, O.F.M.Ref. † (3 luglio 1826 - 10 settembre 1826 dimesso) (vescovo eletto)
  - Sede vacante (1826-1828)
- Luca de Cigalla † (15 dicembre 1828 - 12 febbraio 1847 deceduto)
- Francesco Cuculla † (10 settembre 1847 - 14 gennaio 1853 nominato arcivescovo di Nasso)
- Niccola Adolfo Marinelli † (14 gennaio 1853 - 9 dicembre 1855 dimesso[8])
- Lorenzo Bergeretti, O.F.M. † (29 luglio 1856 - 22 agosto 1862 nominato arcivescovo coadiutore di Nasso[9])
- Cesare Fedele Abbati, O.F.M. Ref. † (27 marzo 1863 - 16 ottobre 1877 dimesso[10])
- Antonio Galibert † (4 febbraio 1879 - 8 agosto 1906 deceduto)
- Michele Camilleri † (1º luglio 1907 - 19 febbraio 1931 deceduto)
- Timoteo Giorgio Raymundos, O.F.M.Cap. † (12 gennaio 1932 - 4 maggio 1945 dimesso[11])
- Georges Xenopulos, S.I. † (22 febbraio 1947 - 27 giugno 1974 ritirato)
- Franghískos Papamanólis, O.F.M.Cap. † (27 giugno 1974 - 13 maggio 2014 ritirato)
- Petros Stefanou (13 maggio 2014 - 11 aprile 2025 dimesso)
  - Sevastianos Rossolatos[1], dall'11 aprile 2025 (amministratore apostolico)

## Statistiche
La diocesi nel 2022 su una popolazione di 12500 persone contava 500 battezzati, corrispondenti al 4,0% del totale.
| anno | popolazione | popolazione | popolazione | presbiteri | presbiteri | presbiteri | presbiteri                | diaconi | religiosi | religiosi | parrocchie |
| anno | battezzati  | totale      | %           | numero     | secolari   | regolari   | battezzati per presbitero | diaconi | uomini    | donne     | parrocchie |
| ---- | ----------- | ----------- | ----------- | ---------- | ---------- | ---------- | ------------------------- | ------- | --------- | --------- | ---------- |
| 1950 | 184         | 10500       | 1,8         | 4          | 3          | 1          | 46                        |         | 1         | 14        | 1          |
| 1970 | 136         | 8900        | 1,5         | 1          | 1          |            | 136                       |         |           | 8         | 1          |
| 1980 | 73          | 11150       | 0,7         | 1          | 1          |            | 73                        |         |           | 5         | 1          |
| 1990 | 88          | 10450       | 0,8         | 2          | 1          | 1          | 44                        |         | 1         | 12        | 1          |
| 1999 | 97          | 12366       | 0,8         | 1          | 1          |            | 97                        | 1       |           | 11        | 1          |
| 2000 | 350         | 12366       | 2,8         | 1          | 1          |            | 350                       | 1       |           | 11        | 1          |
| 2001 | 350         | 12366       | 2,8         | 1          | 1          |            | 350                       | 1       |           | 13        | 1          |
| 2004 | 450         | 12366       | 3,6         | 1          | 1          |            | 450                       | 1       |           | 13        | 1          |
| 2010 | 495         | 12366       | 4,0         | 1          | 1          |            | 495                       |         |           | 14        | 1          |
| 2014 | 500         | 12366       | 4,0         | 1          |            | 1          | 500                       | 1       | 1         | 16        | 1          |
| 2017 | 500         | 12360       | 4,0         | 1          |            | 1          | 500                       | 1       | 1         | 17        | 1          |
| 2020 | 500         | 12500       | 4,0         | 1          |            | 1          | 500                       |         |           | 15        | 1          |
| 2022 | 500         | 12500       | 4,0         | 1          |            | 1          | 500                       |         |           | 15        | 1          |